# Gueragama
Gueragama — вимерлий рід ігуанської ящірки з пізньої крейди в Бразилії. Він належить до групи ігуанів під назвою Acrodonta, живі представники якої включають хамелеонів і агамідів і наразі обмежені Старим Світом. Гуерагама — єдиний акродонт, відомий у Південній Америці, який є доказом того, що група колись поширювалася на більшій частині Гондвани й обмежилася Старим Світом лише після того, як суперконтинент розпався. Типовий вид, Gueragama sulamericana, був названий у 2015 році на основі ізольованої нижньої щелепи з формації Goio-Erê від туронського до кампанського періодів у басейні Бауру, яка була відкладена в пустельному середовищі. На відміну від сучасних акродонтових ящірок, чиї зуби імплантуються на краях щелеп, Gueragama має зуби, які імплантуються вздовж внутрішньої поверхні нижньої щелепи, властивість більшості неакродонтових ящірок і характерна для другої великої групи ігуанів, Pleurodonta. Неакродонтовий зубний ряд Gueragama є доказом його базального положення в Acrodonta, і він спільний з таксоном пізньокрейдяних родичів акродонтанових, родини Priscagamidae.